# Садівська сільська рада (Голопристанський район)
Саді́вська сільська́ ра́да — адміністративно-територіальна одиниця та орган місцевого самоврядування в Голопристанському районі Херсонської області. Адміністративний центр — селище Садове.

## Загальні відомості
- Територія ради: 1,429 км²
- Населення ради: 2 651 особа (станом на 2001 рік)

## Населені пункти
Сільській раді підпорядковані населені пункти:
- с-ще Садове
- с-ще Вільна Дружина
- с. Іванівка
- с. Індустріальне
- с. Пам'ятне

## Склад ради
Рада складається з 16 депутатів та голови.
- Голова ради: Цуркан Віталій Миколайович
- Секретар ради: Серьоженко Тетяна Олександрівна

## Голова ради
Цуркан Віталій Миколайович — голова Садівської сільської ради. Народився 28 квітня 1974. Має базову вищу освіту, молодший юрист Херсонської школи міліції, спеціальність за освітою — правоохоронна діяльність року. Організовує роботу виконкому та керує його засіданнями. Організовує виконання рішень виконкому та його вищестоящих органів державної влади. Займається питаннями роботи адмінкомісії. На посаді голови Садівської сільської ради з 2006 року.
Розглядає скарги та заяви громадян. Ставить на вхідну документацію свою резолюцію. Веде особистий прийом громадян.

### Керівний склад попередніх скликань
| Прізвище, ім'я, по батькові | Основні відомості                                                                       | Дата обрання | Дата звільнення |
| --------------------------- | --------------------------------------------------------------------------------------- | ------------ | --------------- |
| Цуркан Віталій Миколайович  | Сільський голова, 1974 року народження, освіта середня спеціальна, безпартійний         | 26.03.2006   | 31.10.2010      |
| Цуркан Віталій Миколайович  | Сільський голова, 1978 року народження, освіта середня спеціальна, член Партії регіонів | 31.10.2010   |                 |

Примітка: таблиця складена за даними сайту Верховної Ради України

### Депутати
За результатами місцевих виборів 2010 року депутатами ради стали:

#### За суб'єктами висування
| Суб'єкт висування                | Кількість обраних депутатів | %    |
| -------------------------------- | --------------------------- | ---- |
| Партія регіонів                  | 7                           | 43,8 |
| Самовисування                    | 6                           | 37,5 |
| Комуністична партія України      | 1                           | 6,3  |
| Народна партія                   | 1                           | 6,3  |
| Політична партія «Нова політика» | 1                           | 6,3  |

#### За округами
| № округу                         | Прізвище, ім'я, по батькові       | Дата визнання обраним | Освіта             | Партійна приналежність            | Відомості про обраного депутата                                                         |
| -------------------------------- | --------------------------------- | --------------------- | ------------------ | --------------------------------- | --------------------------------------------------------------------------------------- |
| Комуністична партія України      |                                   |                       |                    |                                   |                                                                                         |
| 12                               | Марченко Костянтин Анатолійович   | 04.11.2010            | вища               | член Комуністичної партії України | тимчасово не працює                                                                     |
| Народна Партія                   |                                   |                       |                    |                                   |                                                                                         |
| 6                                | Комаров Володимир Володимирович   | 04.11.2010            | середня            | член Народної партії              | тимчасово не працює                                                                     |
| Партія регіонів                  |                                   |                       |                    |                                   |                                                                                         |
| 3                                | Іващенко Лариса Леонідівна        | 04.11.2010            | середня спеціальна | член Партії регіонів              | Голопристанське Управління праці та соціального захисту населення, соціальний працівник |
| 5                                | Орел Олександр Генадійович        | 04.11.2010            | середня            | член Партії регіонів              | КП «Надія», директор                                                                    |
| 8                                | Савченко Микола Іванович          | 04.11.2010            | вища               | член Партії регіонів              | тимчасово не працює                                                                     |
| 9                                | Галич Сергій Володимирович        | 04.11.2010            | середня спеціальна | член Партії регіонів              | підприємець                                                                             |
| 10                               | Серьоженко Тетяна Олександрівна   | 04.11.2010            | середня спеціальна | член Партії регіонів              | Садівська сільська рада, секретар виконкому                                             |
| 13                               | Гарковенко Валерій Іванович       | 04.11.2010            | середня спеціальна | член Партії регіонів              | Пам'ятненський сільський будинок культури, художній керівник                            |
| 16                               | Гидулянова Вікторія Миколаївна    | 04.11.2010            | вища               | член Партії регіонів              | Пам'ятненська загальноосвітня школа, директор                                           |
| Політична партія «Нова політика» |                                   |                       |                    |                                   |                                                                                         |
| 2                                | Шапоренко Андрій Вікторович       | 04.11.2010            | середня спеціальна | позапартійний                     | підприємець                                                                             |
| Самовисування                    |                                   |                       |                    |                                   |                                                                                         |
| 1                                | Багашова Ірина Юріївна            | 04.11.2010            | середня            | позапартійна                      | тимчасово не працює                                                                     |
| 4                                | Гарковенко Віктор Вікторович      | 04.11.2010            | вища               | позапартійний                     | тимчасово не працює                                                                     |
| 7                                | Смолянінова Наталія Олександрівна | 04.11.2010            | середня спеціальна | позапартійна                      | Садівська дільнична лікарня, акушер                                                     |
| 11                               | Чорна Наталія Яківна              | 04.11.2010            | середня спеціальна | позапартійна                      | Памятненський відділ зв'язку, начальник                                                 |
| 14                               | Мусієнко Тетяна Миколаївна        | 04.11.2010            | середня спеціальна | позапартійна                      | ПСП «Україна», бухгалтер                                                                |
| 15                               | Вініченко Валентина Григорівна    | 04.11.2010            | вища               | позапартійна                      | Пам'ятненський дитячий садок «Дубок», завідувачка                                       |

## Населення
Згідно з переписом УРСР 1989 року чисельність наявного населення сільської ради становила 2732 особи, з яких 1240 чоловіків та 1492 жінки.
За переписом населення України 2001 року в селі мешкало 2639 осіб.

### Мова
Розподіл населення за рідною мовою за даними перепису 2001 року:
| Мова       | Відсоток |
| ---------- | -------- |
| українська | 90,46 %  |
| російська  | 6,56 %   |
| вірменська | 1,89 %   |
| циганська  | 0,68 %   |
| молдовська | 0,15 %   |
| білоруська | 0,08 %   |
| болгарська | 0,04 %   |
| німецька   | 0,04 %   |
| румунська  | 0,04 %   |